# Psammetico II
Psammetico II, noto anche come Neferibra Psametek (greco Ψαμμήτĭχος; ... – 589 a.C.), è stato un sovrano egizio della XXVI dinastia egizia.

## Biografia

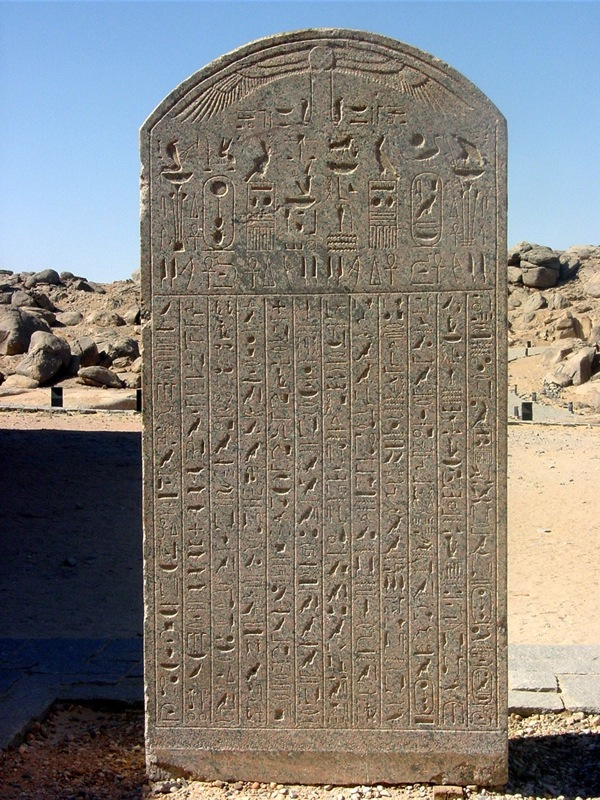
Stele celebrante la vittoria di Neferibra sul regno di Kush. Kalabsha

Figlio di Necho II dovrebbe aver regnato per soli sei anni, dal 595 a.C. al 589 a.C., come riportano Sesto Africano ed Erodoto e non diciassette come afferma Eusebio di Cesarea.

L'attività di questo sovrano si svolse principalmente nel confronto con la Nubia dove regnavano i discendenti dei sovrani della XXV dinastia.
La spedizione avvenne nel 592 a.C. e partendo da Elefantina raggiunse la terza cateratta sconfiggendo il re Anlamani, o il fratello Aspelta, suo successore.

Dopo la vittoria le truppe egizie, composte prevalentemente di mercenari libici, si ritirarono nuovamente a nord della 1ª cateratta.

Una fonte, un papiro demotico, riporta di un viaggio di Neferibra in Palestina, motivato probabilmente dalla stipulazione di trattati commerciali e dal tentativo di recuperare, almeno in parte, l'influenza perduta dopo la sconfitta di Necho II per mano dei Babilonesi.

Nel 593 a.C. Neferibra fece adottare la figlia Ankhnesneferibra dalla Divina Sposa di Amon Nitokris I in qualità di sua erede nel titolo.

Come già per Psammetico I anche i questo caso la lettura del nomen è controversa e potrebbe derivare da un errore di trascrizione di un nome non egizio.
Due obelischi di granito furono eretti da Psammetico II ad Helipolis per il primo giubileo di regno, probabilmente celebrato in anticipo, visto il che regnò solo 6 anni. I geroglifici celebravano il faraone, raffigurato in forma di sfinge, con i consueti titoli onorifici. Uno di questi obelischi fu portato a Roma da Augusto per celebrare la conquista dell'Egitto e per farne lo gnomone di un orologio solare in Campo Marzio. Nel 1700 l'obelisco, ritrovato semisepolto e in pezzi, fu restaurato con pezzi di granito rosso della Colonna antonina e rialzato ed è ora noto come «Obelisco di Montecitorio».
| Nome Horo | Sesto Africano | Eusebio di Cesarea | Altri nomi    |
| mnḫ ib    | Psammuthis     | Psammuthis         | Psammetico II |

## Titolatura
| G5 |

| G5 |

| mn · N5 | ib |

| mn · N5 | ib |

| mn · N5 | ib |

| mn · N5 | ib |

| mn · N5 | ib |

| mn · N5 | ib |

| mn · N5 | ib |

| mn · N5 | ib |

| G16 |

| G16 |

|  |

| G8 |

| G8 |

|  |

| M23 · X1 | L2 · X1 |

| M23 · X1 | L2 · X1 |

| N5 | nfr | ib |

| N5 | nfr | ib |

| N5 | nfr | ib |

| N5 | nfr | ib |

| N5 | nfr | ib |

| N5 | nfr | ib |

| N5 | nfr | ib |

| N5 | nfr | ib |

| G39 | N5 |

| G39 | N5 |

| p · z | m | T · k |

| p · z | m | T · k |

| p · z | m | T · k |

| p · z | m | T · k |

| p · z | m | T · k |

| p · z | m | T · k |

| p · z | m | T · k |

| p · z | m | T · k |